# سيباستيان بارتهولد
سيباستيان بارتهولد (بالنرويجية: Sebastian Barthold‏) مواليد 27 أغسطس 1991، هو لاعب كرة يد نرويجي يلعب كجناح أيسر. يلعب حاليا مع نادي هاسلم لكرة اليد ويحمل الرقم 6. مثل منتخب النرويج لكرة اليد.

## روابط خارجية
- سيباستيان بارتهولد على موقع الاتحاد الدولي لكرة اليد (الإنجليزية)
- سيباستيان بارتهولد على موقع الاتحاد الأوروبي لكرة اليد (الإنجليزية)
- سيباستيان بارتهولد على موقع الاتحاد النرويجي لكرة اليد (النرويجية)
- سيباستيان بارتهولد على موقع اللجنة الأولمبية الدولية (الإنجليزية)